# Hopalong Cassismique
Pour plus de détails, voir Fiche technique et Distribution.
Hopalong Cassismique (Hopalong Casualty) est un film américain d'animation Looney Tunes de 6 minutes et mettant en scène Bip Bip et Vil Coyote réalisé par Chuck Jones en 1960.

## Fiche technique
- Réalisateur Chuck Jones
- Producteur Edward Selzer
- Compositeur Carl W. Stalling